# Paul Nowee
Paul Nowee (Den Haag, 25 juni 1936 – aldaar, 30 september 1993) was een Nederlandse schrijver van kinder- en jeugdboeken.

## Leven en werk
Nowee werd in Den Haag geboren als zoon van de hoofdonderwijzer Jan Nowee en Alida Maria van der Lem. Hij was het achtste kind in een gezin met veertien kinderen. Zijn vader was schrijver van onder andere de serie Arendsoog.

Toen Nowee senior in 1958 overleed liet hij een onafgemaakt manuscript na voor het twintigste deel in de serie Arendsoog. Paul Nowee - destijds tweeëntwintig jaar - besloot dit manuscript af te maken. De uitgeverij van de serie, Malmberg in 's-Hertogenbosch, ging in zee met de jonge Nowee, die nog 43 delen aan de serie zou toevoegen.
 Aanvankelijk combineerde Nowee schrijverschap met zijn werk als journalist van de GPD. Na 6 jaar gaf hij zijn baan als journalist op en wijdde zich geheel aan het schrijverschap.
De serie werd een succes. In december 1973 kreeg Nowee van Malmberg een gouden boek ter gelegenheid van de 3-miljoenste Arendsoog uitgereikt. De boeken werden vertaald in het Duits, Zweeds, Fins en Italiaans. Nowee jr. schreef ook enkele stripversies van Arendsoog, onder andere voor het jeugdblad Pep.
Nowee was niet gehuwd. Hij overleed in 1993 op 57-jarige leeftijd in zijn woonplaats Den Haag, waar hij ligt begraven op Sint Petrus Banden. In de week van zijn overlijden verscheen het deel 63 van de serie Arendsoog.

## Straatnamen
In Wageningen werd de Noweestraat naar Jan en Paul Nowee genoemd. Twee andere straten in Wageningen werden genoemd naar de twee hoofdpersonen van de door hen geschreven serie, het Pad van Arendsoog en het Pad van Witte Veder.